# Galactia argentea
Galactia argentea är en ärtväxtart som beskrevs av Townshend Stith Brandegee. Galactia argentea ingår i släktet Galactia och familjen ärtväxter. Inga underarter finns listade i Catalogue of Life.